# Острогорский, Виктор Петрович
Ви́ктор Петро́вич Острого́рский (1840, Санкт-Петербург — 1902, Валдай) — русский педагог, литератор, общественный деятель.

## Биография
Родился 16 февраля 1840 года в Санкт-Петербурге; образование получил в 3-й Санкт-Петербургской гимназии и на историко-филологическом факультете Санкт-Петербургского университета, который окончил в 1862 году; был преподавателем русской словесности во многих учебных заведениях: в петербургских гимназиях и корпусах, на женских педагогических курсах (1869—1892), в Елизаветинском институте, в Смольном институте, в театральной школе, коломенской женской гимназии и Санкт-Петербургском театральном училище; на Бестужевских курсах читал историю литературы.
Ещё на студенческой скамье принимал участие в устройстве первой воскресной школы в Санкт-Петербурге, затем работал для Санкт-Петербургского комитета грамотности (в издании комитета «Систематический обзор русской учебной народной литературы» под редакцией О. составлен отдел по русскому языку), составлял доклады о выдающихся деятелях по народному образованию, издавал для народа ряд статей и дешёвых брошюр: «Из народного быта» (СПб., 1883 — сборник рассказов, составленный из подбора русских пословиц, поговорок, примет и песен), «Хорошие люди» (СПб., [1884; 2-е изд., 1891), «Наталья Борисовна Долгорукая» (СПб., 1891).
Острогорский убежденно защищал русскую женщину как в «Женском образовании» («Больше света», «Благие желания», «Мужья и жены», «Этюды о женских характерах», 1876—1877 гг.), так и драматических эскизах «Мгла» (СПб., 1883), «Липочка», «На одних сенях», «Первый шаг», «В бельэтаже на улицу», вошедших в сборник «Из дальнего прошлого» (1891). Он успешно проводил в жизнь идеи Пирогова, Ушинского и Стоюнина, как живым словом, руководя изучением русских и иностранных классиков в гимназиях, так и многочисленными статьями, помещёнными в журналах «Учитель», «Женское образование», «Образование», «Педагогический листок СПб. женских гимназий», «Вестник воспитания», «Русская мысль». Из отдельно изданных педагогических руководств для преподавателей и юношества были особенно ценны: «Руководство к чтению поэтических сочинений» (по Л. Эккардту, 1877), долгое время бывшее единственным в своём роде пособием; «Беседы о преподавании словесности» (М., 1886); «Выразительное чтение» (изд. 2-е, М., 1886); «Русские писатели, как воспитательный и образовательный материал для занятий с детьми и для чтения народу» (2-е изд., 1885]). Для укоренения в юношах и в обществе гуманных чувств и здоровых жизненных идей Острогорский рекомендовал воспитание, основанное на толковом чтении образцовых классических произведений литературы русской и иностранной. Эти взгляды Острогорский проводил (в 1877—1884 гг.) в выходивших под его редакцией «Детском чтении» и «Педагогическом листке», в «Воспитании и обучении» (приложение к журналу «Родник» редакции Острогорского, 1885) и с 1892 года в редактируемом им «Мире Божьем». Той же цели служили и многочисленные популярно изложенные «этюды» Острогорского о русских писателях: А. С. Пушкине (1880), И. А. Гончарове (1888), H. Г. Помяловском (l889), M. Ю. Лермонтове (1891), С. Т. Аксакове (1891), А. В. Кольцове (1893). Из других сочинений В. П. Остогорского: «Двадцать биографий образцовых русских писателей» (СПб., 1890), «Из мира великих преданий» (рассказы по Шекспиру и Т. Гердеру, 1883), «Русские педагогические деятели: Н. И. Пирогов, К. Д. Ушинский и Н. А. Корф» (вместе с Д. Семеновым; М., 1887), перевод «Мещанина во дворянстве» для собрания сочинений Мольера изд. Бакста (1883). В «Вестнике Европы» он напечатал « XXV-летие женских гимназий» (1883). Часть воспоминаний Острогорского была издана под заглавием «Из истории моего учительства. Как я сделался учителем» (СПб., 1895).
Умер в Валдае 31 января (13 февраля) 1902 года. Похоронен на Смоленском православном кладбище. Могила не сохранилась.